# Pozsonyi járás
A Pozsonyi járás Pozsony vármegye járása volt a Magyar Királyságban a trianoni békeszerződés előtt. Székhelye, Pozsony egy törvényhatósági jogú város volt, amely a jogállásából adódóan nem volt a járás része. A járás népessége az 1910-es népszámláláskor 36 190 fő volt.

## Települései
- Cseklész
- Dévény
- Dévényújfalu
- Főrév
- Horvátgurab
- Lamacs
- Máriavölgy
- Mászt
- Nagymagasfalu
- Papfa
- Pozsonybeszterce
- Pozsonyborostyánkő
- Pozsonyhidegkút
- Pozsonyivánka
- Pozsonyligetfalu
- Pozsonyszőllős
- Récse
- Stomfa
- Zohor